# Valeabarni
Valeabarni románul: Valea Barnii, falu Romániában, Erdélyben, Fehér megyében.

## Fekvése
Mogos (Mogoş) mellett fekvő település.

## Története
Valeabarni (Valea Barnii) korábban Mogos része volt, 1941-ben 965 lakossal, melyből 953 román volt, majd 1956 táján különvált Bărbeşti, Bârzogani, Boceşti, Bogdăneşti, Buteşti, Drevedeni (utóbb Mogosbirlesty része lett), Tomeşti, Valea Barnii-Vale és Valea lui Coman; utóbbi kettő később visszakerült.
1956-ban 266 lakosa volt. 1966-ban a népszámlálási kötetben Valea Barnii-Vale néven szerepelt 218 lakossal. Különvált Valea Barnii-Deal; utóbb Buteşti része lett.
1977-ben 211, 1992-ben 137, 2002-ben pedig 76 román lakosa volt.

## Nevezetességek
- Nárciszmező a településtől 4 km-re található.